# Casimir Zeglen

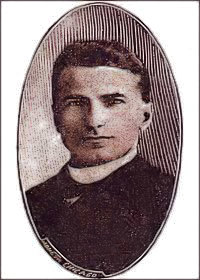
Casimir Zeglen

Casimir Zeglen CR (polnisch Kazimierz Zegleń) (* 4. März 1869 in Kaczanówka bei Ternopil; † unbekannt, nicht vor 1927) war ein polnischer Ordensmann, der als Erfinder der weichballistischen Schutzweste bekannt wurde.

## Jugend
Es ist nur wenig über Zeglens Herkunft und Jugend bekannt. Wegen seiner religiösen Überzeugung wollte er sich schon als Jugendlicher den Jesuiten anschließen, aber seine Eltern waren dagegen. Erst mit der Volljährigkeit konnte er 1887 den Resurrektionisten in Lwiw beitreten. Im Februar 1890 wurde er ins Ausland gesandt, da der Orden befürchtete, Österreich-Ungarn würde Zeglen zum Militär einziehen. Nach einigen Monaten Aufenthalt in Rom reiste Zeglen in die Vereinigten Staaten, wo er seine Tätigkeit in der Kirche St. Stanislaus Kostka Church in Chicago aufnahm.

## Erfindung der beschusshemmenden Weste

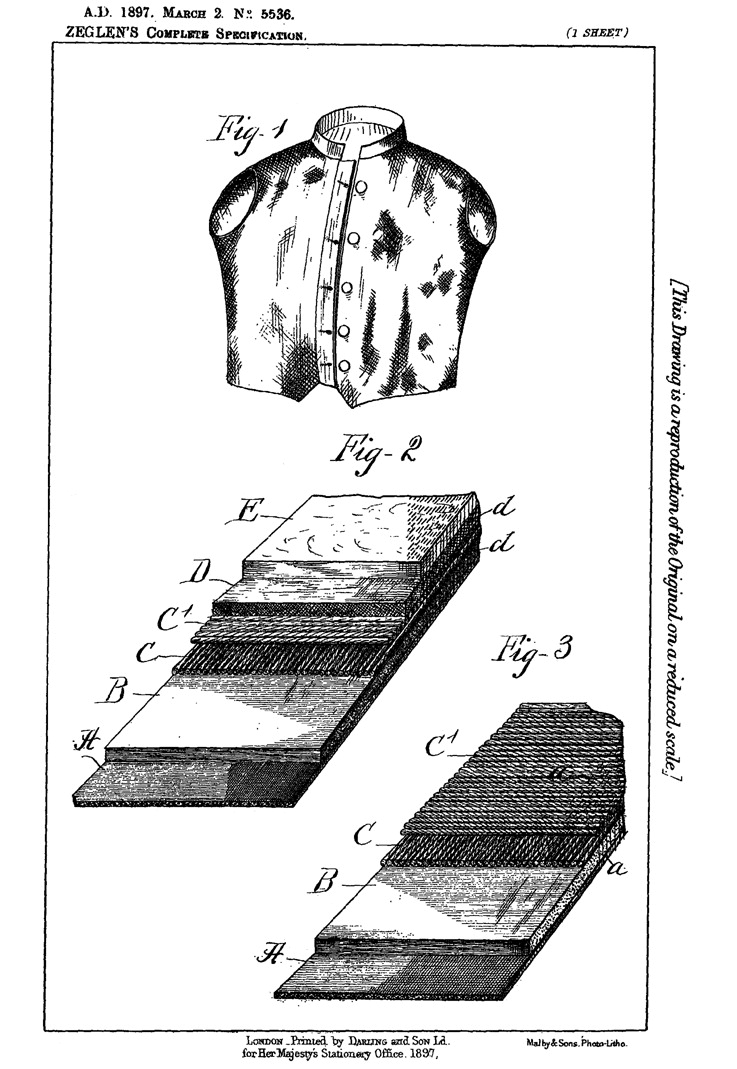
Britisches Patent Nr. 5536 vom 2. März 1897

Am 28. Oktober 1893 wurde der Bürgermeister von Chicago, Carter Harrison, Sr., auf offener Straße erschossen. Nach diesem Ereignis wollte Zeglen etwas gegen die Folgen solcher Angriffe unternehmen. Er experimentierte mit verschiedenen Materialien, die schützen sollten, und konzentrierte sich schließlich auf Seide. Der Arzt George E. Goodfellow hatte bereits 1887 von Seidentüchern berichtet, die durch Projektile nicht perforiert wurden. Es ist eher unwahrscheinlich, dass Zeglen diese Berichte kannte. Am 2. März 1897 konnte er eine „kugelsichere“ Textilie, einen Verbundwerkstoff mit mehreren verschiedenen Schichten, patentieren lassen (Patent Nr. US578000). Die erste öffentliche Vorführung am 16. März 1897 war erfolgreich und erntete großes Medienecho. Es gab zwar seit Mitte des 19. Jahrhunderts vereinzelt beschusssichere Westen (z. B. Schutzweste des amerikanischen Bürgerkrieges oder Ned-Kelly-Rüstung); sie basierten jedoch auf stählernen Plattenpanzern und erwiesen sich als untauglich.
Zeglen war bewusst, dass seine Erfindung nur vor Faustfeuerwaffen (Pistole oder Revolver), aber nicht vor den deutlich stärkeren Gewehren schützen konnte. Weitere Tests folgten und es zeigte sich, dass die Verbindung der verschiedenen Schichten zu schwach war und ein zweites Geschoss das dann gelöste Verbundmaterial durchschlagen konnte. Zeglen erfand daraufhin eine robustere Verbindung, die er sich im Mai 1897 patentieren (Patent Nr. US604870) ließ.
Nach weiteren Versuchen ließ Zeglen am 10. Juli 1897, geschützt von seiner Erfindung, mit einer Faustfeuerwaffe auf sich schießen. Die Presse berichtete landesweit über den erfolgreichen Test. Zeglen wollte jedoch auch einen Schutz vor Gewehrgeschossen anbieten. Im offiziellen Test am 4. November 1897 erfüllten sich die Erwartungen nicht. Im September 1897 versuchte Zeglen erfolglos geeignete Webmaschinen für eine Massenfertigung der beschusshemmenden Textilie an der Ostküste zu erwerben. Er versuchte die Qualität und die Menge gegenüber der bisherigen Handarbeit zu steigern. Er hoffte diese Webmaschinen in Europa zu bekommen, wo er im Dezember 1897 ankam und verschiedene Städte bereiste. Dabei traf er auf den polnischen Erfinder Jan Szczepanik. Die beiden Männer gingen eine Partnerschaft ein. Szczepanik kümmerte sich um die Webmaschine und im August 1898 konnten die ersten Bahnen der beschusshemmenden Textilie gefertigt werden. Die Qualität war besser als bei der Handarbeit. Im Herbst 1898 kehrte Zeglen nach Chicago zurück. In den nächsten zwei Jahren versuchte er die Polizei Chicagos von beschusshemmenden Westen zu überzeugen, doch sie schreckte angesichts der hohen Kosten zurück. Auch sonst bekam er nur wenige Aufträge; seine Erfindung geriet allmählich in Vergessenheit. Auch Szczepanik, Zeglens Partner in Europa, tat wenig, um die beschusshemmenden Textilien auf den Markt zu bringen.
Die Erschießung des Präsidenten der Vereinigten Staaten, William McKinley, am 6. September 1901 brachte neuen Auftrieb in die Marketingaktivitäten, sowohl in den USA wie auch in Europa. Szczepanik versuchte erfolglos Patentrechte von Zeglen zu kaufen und verschwieg deshalb in Europa die Urheberschaft Zeglens. Die Beziehung der beiden Männer verschlechterte sich, die in der ersten Hälfte des Jahres 1902 geplante Unternehmensgründung in Detroit kam nicht zustande.
Mit dem Ausbruch des Russisch-Japanischen Krieges im Februar 1904 begann sich das russische Militär für beschusshemmende Textilien zu interessieren, was Zeglen im Oktober 1904 nach Europa führte. Dort erfuhr er, dass Szczepanik die Erfindung, ohne Rechte dafür zu besitzen, ebenfalls den Russen anbot. Zeglen brach darauf endgültig mit Szczepanik. Das Russische Reich kaufte von Zeglen die Lizenz und ließ eine Brustplatte aus Stahl, bezogen mit Zeglens Textilie, fertigen. Die Produktion begann im August 1905, im September war der Krieg zu Ende. Es ist unklar, ob auch nur einige der Brustplatten den Kriegsschauplatz weit im Osten rechtzeitig erreichten.
Zeglen wähnte sich kurz vor dem Ziel, seine Erfindung im großen Stil zu vermarkten, und kehrte in die USA zurück. Sein Orden, der ihn jahrelang finanziell unterstützt hatte, aber durch andere riskante Investitionen in Geldnot geraten war, versagte ihm jedoch weitere Hilfe. Zeglen verließ 1906 den Orden, heiratete im November desselben Jahres und gründete die Zeglen Bullet Proof Cloth Company.
Zeglen wandte sich anderen Geschäftsfeldern zu, blieb aber darüber hinaus dem Thema verhaftet. Im Juni 1917 patentierte er eine mit Drahtgewebe verstärkte Panzerplatte (Patent Nr. US1376304). Noch 1927 widersprach er erneut in der polnischen Presse einem Nachruf auf Jan Szczepanik, in dem Szczepanik als Erfinder der schusssicheren Weste dargestellt wurde. Zeglen veröffentlichte eine Liste von Personen, die ihr Leben den schusssicheren Westen verdankt hätten. Er behauptete, dass auch Erzherzog Franz Ferdinand während des Attentats von Sarajevo, das den Ersten Weltkrieg auslöste, seine Erfindung trug, aber am Hals tödlich getroffen wurde. Das wurde bereits von Teilen der Presse nach dem Attentat berichtet. Es gibt jedoch keinen Beleg dafür, dass der Erzherzog sich mit einer beschusshemmenden Weste geschützt hatte. Es gab aber auch Versionen der Weste mit einem Stehkragen, welcher den Hals geschützt hätte. Eine Untersuchung der Royal Armouries, 100 Jahre nach dem Attentat, hat ergeben, dass Zeglens beschusssichere Weste fähig war, die Energie des Projektils zumindest stark abzuschwächen. Der Test war nicht ganz aussagekräftig, denn es wurde moderne, d. h. stärkere, Munition verwendet.

## Reifenfabrikation

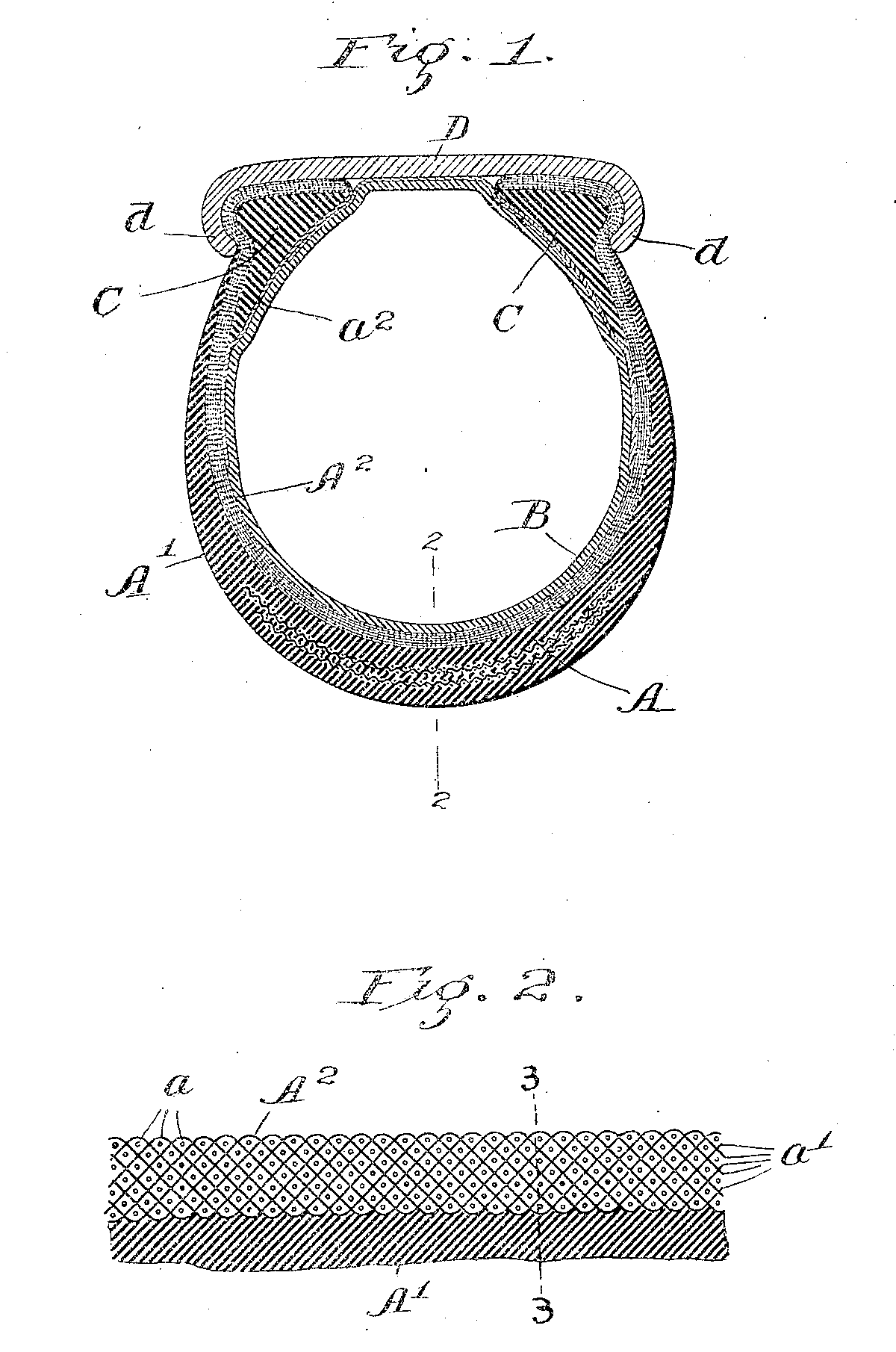
Patent US876616: Durchstichsicherer Reifen

Sein Wissen über schusssichere Textilien wendete Zeglen auf Autoreifen an. Er entwickelte und patentierte im Januar 1908 einen Autoreifen, der robuster gegen Durchstich war. 1915 gründete er die „Zeglen Tire & Fabric Co“ in South Bend (Indiana). Das Unternehmen kaufte 1920 die Century Rubber Works in Chicago. 1921 änderte sich der Name in Chicago City Rubber Works.

## Weitere Patente
- Gebrauchsmuster  USD61025: Design for a tire. Angemeldet am 25. August 1920, veröffentlicht am 30. Mai 1922, Anmelder: Casimir Zeglen (US Design-Patent).‌